# Jalen Duren
Jalen Montez Duren (New Castle, 18 de novembro de 2003) é um jogador norte-americano de basquete profissional que atualmente joga no Detroit Pistons da National Basketball Association (NBA).
Ele jogou basquete universitário pela Universidade de Memphis e foi selecionado pelo Charlotte Hornets como a 13º escolha geral no Draft da NBA de 2022.

## Primeiros anos
Vindo de Sharon Hill, Pensilvânia, Duren cresceu jogando futebol americano e beisebol, além de basquete, no qual acabou se concentrando à medida que envelhecia e aprimorava suas habilidades. Na oitava série, ele media cerca de 2,03 m e ganhou reconhecimento no circuito da Amateur Athletic Union (AAU). Fortes exibições na MADE Hoops Middle School Academy e no CP3 Rising Stars Camp naquele verão solidificaram sua posição como um dos melhores jogadores de sua classe.

## Carreira no ensino médio
Duren se comprometeu a jogar basquete colegial na Roman Catholic High School na Filadélfia. Ele teve médias de 12,8 pontos, 9,3 rebotes e 2,5 bloqueios e levou seu time ao segundo título consecutivo da Liga Católica da Filadélfia. Naquele verão, ele também teve um desempenho de destaque no Nike Elite 100 Camp 2019.
Em seu segundo ano, Duren teve médias de 18,1 pontos, 12,5 rebotes e 3,4 bloqueios e levou seu time a um recorde de 18-10. Na primeira rodada dos playoffs da Liga Católica, ele registrou 18 pontos e 18 rebotes contra Bonner-Prendergast. Na semifinal, ele registrou 20 pontos e 18 rebotes na vitória por 83-73 sobre o Archbishop Wood. Eles perderam na final para o Neumann Goretti apesar dos 11 pontos e 16 rebotes de Duren.
Em seu terceiro ano, Duren foi transferido para a Montverde Academy em Montverde, Flórida. Em janeiro de 2021, ele teve fortes exibições competindo contra talentos de alto nível no St. James NIBC Invitational em Washington, DC, incluindo uma jogada sendo transmitida no SportsCenter. Ele teve médias de 15,5 pontos, 10,6 rebotes e 2,4 bloqueios e levou a equipe a um recorde de 20–1. Ele também foi reconhecido como o Jogador de Basquete do Ano pela MaxPreps Florida High School de 2020–21.

### Recrutamento
Duren ultrapassou Emoni Bates em seu terceiro ano como o melhor candidato na classe de recrutamento de 2022 de acordo com ESPN, 247Sports e Rivals. Em 6 de agosto de 2021, ele se reclassificou para a classe de 2021 e se comprometeu a jogar basquete universitário pela Universidade de Memphis rejeitando as ofertas de Kentucky e Miami (Flórida) e de equipes da G-League e da NBL da Australia.
| Nome | Cidade Natal                                          | Escola                 | Altura              | Peso            | Data                |
| --- | ----------------------------------------------------- | ---------------------- | ------------------- | --------------- | ------------------- |
| Jalen Duren C | Sharon Hill                                           | Montverde Academy (FL) | 6 ft 10 in (2.08 m) | 230 lb (100 kg) | 6 de Agosto de 2021 |
| Jalen Duren C | Recrutamento: Rivals: 247Sports: ESPN: ESPN grade: 97 |                        |                     |                 |                     |
| Classificação geral: Rivals: 3º \| 247Sports: 4º \| ESPN: 7º |                                                       |                        |                     |                 |                     |
| - Nota: Em muitos casos, Scout, Rivals, 247Sports e ESPN podem entrar em conflito em suas listas de altura e peso, nestes casos, a média foi obtida. A ESPN mede os calouros numa escala de 0 a 100. - Fonte: |                                                       |                        |                     |                 |                     |

## Carreira universitária
Em 19 de novembro de 2021, Duren registrou 19 pontos, 19 rebotes e cinco bloqueios na vitória por 74-62 contra Western Kentucky. Ele ganhou o Prêmio de Novato do Ano da ACC e foi selecionado para a Primeira-Equipe da AAC.
Duren levou Memphis à sua primeira aparição no Torneio da NCAA desde 2014. Como calouro, ele teve médias de 12 pontos, 8,1 rebotes e 2,1 bloqueios. Em 18 de abril de 2022, Duren se declarou para o draft da NBA de 2022, abrindo mão de sua elegibilidade universitária restante.

## Carreira profissional

### Detroit Pistons (2022–Presente)
Duren foi selecionado pelo Charlotte Hornets como a 13ª escolha geral no draft da NBA de 2022. No dia do draft, ele foi negociado com o New York Knicks e depois com o Detroit Pistons. Em 7 de julho de 2022, Duren assinou um contrato com os Pistons.
Em 19 de outubro, Duren fez sua estreia na NBA e registrou 14 pontos, 10 rebotes e três bloqueios na vitória por 113–109 sobre o Orlando Magic.
Em 10 de fevereiro de 2023, Duren fez um duplo-duplo com 30 pontos e 17 rebotes na vitória por 138-131 contra o San Antonio Spurs. Em 31 de outubro de 2023, os Pistons exerceram sua opção de equipe para estender seu contrato por mais um ano. Em 28 de janeiro de 2024, Duren marcou 22 pontos e teve um recorde pessoal de 21 rebotes na vitória por 120-104 sobre o Oklahoma City Thunder.

## Estatísticas da carreira

### NBA

#### Temporada regular
| Ano      | Equipe   | PJ  | PT | MPJ  | AP   | 3P   | LL   | RT   | AS  | BR | TO | PPJ  |
| -------- | -------- | --- | -- | ---- | ---- | ---- | ---- | ---- | --- | -- | -- | ---- |
| 2022–23  | Detroit  | 67  | 31 | 24.9 | .648 | .000 | .611 | 8.9  | 1.1 | .7 | .9 | 9.1  |
| 2023–24  | Detroit  | 61  | 60 | 29.1 | .619 | .000 | .790 | 11.6 | 2.4 | .5 | .8 | 13.8 |
| Carreira | Carreira | 128 | 91 | 27.0 | .633 | .000 | .700 | 10.2 | 1.7 | .6 | .8 | 11.4 |

### Universitário
| Ano     | Equipe  | PJ | PT | MPJ  | AP   | 3P   | LL   | RT  | AS  | BR | TO  | PPJ  |
| ------- | ------- | -- | -- | ---- | ---- | ---- | ---- | --- | --- | -- | --- | ---- |
| 2021–22 | Memphis | 29 | 29 | 25.3 | .597 | .000 | .625 | 8.1 | 1.3 | .8 | 2.1 | 12.0 |

## Prêmios e Homenagens
NBA
- NBA All-Rookie Team:
  - Segundo Time: 2023

## Perfil do jogador
Duren exerce influência no garrafão devido ao seu tamanho, força, capacidade atlética e trabalho de pés que lhe permite dominar os dois lados da quadra. Jake Weingarten, fundador do site de recrutamento StockRisers.com, o descreveu como um aluno da décima série pronto para a NBA em meio a relatos de que a NBA estava considerando reduzir a idade mínima para o draft de 19 para 18 anos.
Sua estrutura fisicamente imponente e talento para bloquear arremessos atraíram comparações com Bam Adebayo do diretor nacional de basquete da 247Sports, Eric Bossi, enquanto seu técnico da AAU, Chris Rountree, o comparou a Marvin Bagley III.